# Rio Rita
Rio Rita (1942) es una película del género comedia, protagonizada por Bud Abbott y Lou Costello y dirigida por S. Sylvan Simon.
Es la primera de las tres películas que Abbott y Costello hicieron para la Metro-Goldwyn-Mayer.

## Argumento
Espías alemanes se han infiltrado en el Hotel Vista del Río, un centro turístico en la frontera con México. Planean usar un programa de radio del famoso, Ricardo Montera (John Carroll), para transmitir mensajes codificados a sus aliados. Doc (Bud Abbott) y Wishy (Lou Costello) son dos caraduras que roban una cesta de "manzanas" que resultan ser las radios en miniatura utilizadas por los espías. Rita Winslow (Kathryn Grayson), propietario del hotel y el amor de la infancia de Montera, contratan a Doc y Wishy como detectives de la casa, ellos descubren el libro de códigos nazi y se lo entregan a Montera. Luego ellos son secuestrados por los espías, y los dejan en una habitación con una bomba lista para explotar, pero se las arreglan para escapar, pero Wishy le coloca la bomba en el bolsillo de uno de los espías. Mientras tanto, la emisión ya ha comenzado y Montera, negándose a participar en traición a la patria, lucha contra los espías hasta que llegan los Rangers de Texas. La huida de los espías en automóvil se ve frustrada cuando la bomba colocada estalla por fin.

## Elenco
| Actor           | Personaje         |
| --------------- | ----------------- |
| Bud Abbott      | Doc               |
| Lou Costello    | Wishy             |
| Kathryn Grayson | Rita Winslow      |
| John Carroll    | Ricardo Montera   |
| Patricia Dane   | Lucette Brunswick |
| Tom Conway      | Maurice Craindall |
| Peter Whitney   | Jake              |
| Barry Nelson    | Harry Gantley     |
| Arthur Space    | Trask             |
| Dick Rich       | Gus               |
| Eva Puig        | Marianna          |
| Mitchell Lewis  | Julio             |
| Eros Volusia    | Danzarine         |
| Joan Valerie    | Dotty             |

## Enlace
- Oficial sitio web Abbott and Costello

- Datos: Q25005
- Multimedia: Rio Rita (1942 film) / Q25005